# Eupithecia albisecta
Eupithecia albisecta är en fjärilsart som beskrevs av Louis Beethoven Prout 1911. Eupithecia albisecta ingår i släktet Eupithecia och familjen mätare. Inga underarter finns listade i Catalogue of Life.